# Smrtonosni stroji
Smrtonosni stroji (v izvirniku angleško Mortal Engines) je postapokaliptični pustolovski film režiserja Christiana Riversa ameriško-novozelandske koprodukcije, ki je izšel decembra 2018 v distribuciji Universal Pictures. Scernarij, ki so ga napisali Fran Walsh, Philippa Boyens in Peter Jackson, temelji na istoimenskem romanu Philipa Reevea in govori o svetu v daljni prihodnosti, v katerem so ljudje po globalni kataklizmi namestili svoja mesta na kolesa, jih motorizirali in začeli pleniti drug drugega. V glavnih vlogah so zaigrali Hugo Weaving, Hera Hilmar, Robert Sheehan, Jihae, Ronan Raftery, Leila George, Patrick Malahide in Stephen Lang.
Jackson je v sodelovanju s produkcijskimi hišami odkupil pravice za snemanje že leta 2009 in pričel razvijati film, vendar je produkcija kmalu nekoliko zastala, tako da je bil izid uradno napovedan šele leta 2016. Gre za režiserski prvenec Riversa, sicer specialista za posebne učinke, ki je prejel oskarja za vizualne učinke za delo na Jacksonovem filmu King Kong. Jackson je v projekt vključil tudi več vidnih članov produkcijskih ekip iz svojih serij Gospodar prstanov in Hobit. Snemanje je potekalo na Novi Zelandiji med aprilom in junijem 2017.
Premierna uprizoritev je bila 27. novembra 2018 v Londonu, na redni spored kinematografov je film prišel naslednji mesec. Kritiki so pohvalili vizualno podobo, manj odobravanja pa sta bila deležna režija in zgodba, ki je po mnenju kritikov plitka, z neprepričljivimi liki. Tudi število gledalcev je bilo daleč pod pričakovanji distributerja in Smrtonosni stroji so bili z ocenjeno izgubo skoraj 175 milijonov USD največja finančna polomija leta.

## Zgodba
Po kataklizmičnem spopadu, znanem kot »šestdesetminutna vojna«, nekateri preživeli ljudje ponovno vzpostavijo družbo v obliki »plenilskih« mest na kolesih. Skladno s t. i. filozofijo »občinskega darvinizma« večja mesta lovijo manjša na »velikem lovišču«, ki obsega Veliko Britanijo in kontinentalno Evropo. Nasprotujejo jim naselja »Protitrakcijske lige« na vzhodu, ki so nadaljevala s tradicionalnim, statičnim načinom bivanja. Liga, ki jo trenutno vodi Šan Guo, ima sedež na ozemlju nekdanje Kitajske, pred plenilskimi mesti njeno ozemlje varuje nepremagljiv zaščitni zid, postavljen na strateškem prehodu med gorami. Vsi iščejo dragocene ostanke tehnologije vrhunca civilizacije, kot so gorivne celice in računalniki.
Mesto London pod vodstvom lorda župana Magnusa Cromea nekega dne ujame manjše rudarsko mesto Salzhaken in zajame njegove prebivalce ter material. Vajenec zgodovinar Tom Natsworthy je poslan v drobovje Londona, da bi za Britanski muzej pobral, kar je bilo v Salzhaknu vredne stare tehnologije, spremlja pa ga Katherine, hči Thaddeusa Valentinea, vodje ceha zgodovinarjev. Med zajetimi je zamaskirana ženska, Hester Shaw, ki si prizadeva umoriti Thaddeusa. Tom prepreči njen poskus in jo lovi do jaška za odpadke. Hester uide s skokom v jašek, pred tem pa Tomu pove, da je bil Valentine tisti, ki ji je zadal brazgotino na obrazu po tem ko je ubil njeno mater. Ko Valentine izve za to, potisne Toma v jašek.
Tom in Hester sta prisiljena sodelovati, da bi varno prečkala veliko lovišče. Zatečeta se v mestece Scuttlebug, čigar lastniki pa ju zaklenejo v celico in se ju namenijo prodati kot sužnja. Hester pove Tomu, da je Valentine ubil njeno mater Pandoro, saj se je hotel dokopati do kosa stare tehnologije, ki ga je našla med izkopavanji na mrtvi celini Ameriki. Hester mu je ušla z ogrlico, ki ji jo je tik pred smrtjo dala mama. Valentine medtem iz priobalnega zapora osvobodi bitje z imenom Shrike, kiborga, ki lovi Hester. Na suženjski tržnici v mestu Rustwater pa Toma in Hester osvobodi Anna Fang, agentka Protitrakcijske lige. Za njimi se požene Shrike, za katerega Hester pove, da jo je rešil in vzgojil, ona pa mu je obljubila, da se mu bo dovolila predelati v kiborga kot je on. Zapustila ga je, ko je izvedela, da je London z Valentineom na krovu prečkal kopenski most in vstopil v veliko lovišče. Na Londonu prične Katherine dvomiti v očeta, saj izve, da je inženirski vajenec Bevis Pod videl, kako je Valentine potisnil Toma v jašek. Posumi tudi, da Valentineov energetski projekt, ki skrivoma nastaja v Stolnici sv. Pavla, ni, kar se zdi.
Hester in Tom s Annino zračno ladjo odpotujeta v leteče mesto Airhaven, kjer se sestaneta z drugimi člani Protitrakcijske lige. Tom spozna, da je Pandora našla superorožje MEDUSA, s katerim je bila pred tisoč leti uničena civilizacija, in ki je zmožno v trenutku uničiti mesto. Takrat jih dohiti Shrike. V spopadu je uničen Airhaven, smrtno ranjen pa je tudi Shrike, ki na koncu spozna, da je Hester zaljubljena v Toma, zato jo tik pred smrtjo odveže obljube. Na Londonu Valentine med udarom ubije Cromea in pridobi podporo meščanov z obljubo, da bo uničil zid in jih popeljal na novo lovišče v Aziji. Hester, Tom in Anna nato s preživelimi člani Protitrakcijske lige odpotujejo do velikega zida. Anna se sestane z guvernerjem Kwanom in ga prepriča, da ukaže napad obrambne flote na London, toda Valentine je že usposobil Meduso, s katero uniči floto in napravi veliko luknjo v zid. Hester takrat ugotovi, da ogrlica, ki ji jo je ob pobegu dala mama in jo je vmes imel Shrike, vsebuje disk s stikalom za izklop v sili za Meduso. Zato druščina poleti proti Londonu, onesposobi zračno obrambo in pristane pri stolnici.
Hester in Anna vstopita v stolnico. Anna se zaplete v spopad z Valentineom in je smrtno ranjena, kar pa da Hester dovolj časa, da uporabi zasilno stikalo in ustavi Meduso. Valentine, še vedno odločen, da bo podrl zid, da pobiti posadko pri kontrolah mesta, da bi se zaletelo v zid. S Katherinino pomočjo nato Tom z Anninim zrakoplovom uniči motor Londona. Valentine poskusi pobegniti, vendar ga na krovu njegove zračne ladje ujame Hester. Med spopadom ji Valentine izda, da je njen oče. Takrat jo reši Tom in sestreli njegovo zračno ladjo, ki jo tik pred zaustavitvijo pod svojimi gosenicami zmečka London. Preživeli meščani pod vodstvom Katherine sklenejo mir z vzhodnjaki in vstopijo na njihovo ozemlje, Tom in Hester pa odletita z Annino zračno ladjo novim pustolovščinam naproti.